# Риббл (река)
Риббл (англ. River Ribble — ˈrɪbəl) — река в Великобритании.
Протяжённость реки составляет около 121 км. Впадает в Ирландское море. Протекает через Норт-Йоркшир и Ланкашир в северной Англии. Река используется для отдыха, и для рыбалки. Река достаточно чистая, в ней нерестится Атлантический лосось.
В 1840 году на южном берегу реки была найден куэрдельский клад — самый большой из когда-либо найденных на Британских островах.